# Philodromus depriesteri
Philodromus depriesteri este o specie de păianjeni din genul Philodromus, familia Philodromidae, descrisă de Braun, 1965. Conform Catalogue of Life specia Philodromus depriesteri nu are subspecii cunoscute.